# Bartomeu Sala i Sala
Bartomeu Sala i Sala (* 1821 in Campos; † 1895 in New Norcia, Australien) war ein spanischer Missionar.

## Leben
Er wurde auf der spanischen Mittelmeerinsel Mallorca geboren und gehörte dem Benediktinerorden an. Unter dem Namen Romualdo Sala betätigte er sich als katholischer Missionar. Ab dem Jahr 1852 missionierte er in Australien. Er gehörte dort zu den Mitbegründern des Benediktinerklosters Nova Núrsia, dem heutigen New Norcia. In dieser einzigen Klosterstadt Australiens verstarb er 1895.